# Johannesbrød-slægten
Johannesbrød-slægten (Ceratonia) er en planteslægt, der er udbredt i Middelhavsområdet og på den Arabiske Halvø. Det er træer med helrandede, læderagtige blade, blomster i klaser og lange, glatte bælge. Her omtales kun den ene art, som kendes fra de tørrede frugter, "johannesbrød".
| Beskrevne arter |

- Johannesbrød (Ceratonia siliqua)

| Andre arter |

- Ceratonia oreothauma